# Kuluntajärvi
Kuluntajärvi este o arie protejată (arie de protecție specială avifaunistică — SPA) din Finlanda întinsă pe o suprafață de 100 ha, integral pe uscat.

## Localizare
Centrul sitului Kuluntajärvi este situat la coordonatele 64°17′22″N 27°53′26″E / 64.2894°N 27.8906°E.

## Înființare
Situl Kuluntajärvi a fost declarat arie de protecție specială avifaunistică în august 1998 pentru a proteja 16 specii de animale.

## Biodiversitate
Situată în ecoregiunea boreală, aria protejată nu include niciun habitat protejat.
La baza desemnării sitului se află mai multe specii protejate de  păsări (16): rață sulițar (Anas acuta), rața moțată (Aythya fuligula), lebădă de iarnă (Cygnus cygnus), presură de grădină (Emberiza hortulana), șoimul rândunelelor (Falco subbuteo), cocor (Grus grus), Hydrocoloeus minutus, pescăruș râzător (Larus ridibundus), rață neagră (Melanitta nigra), Mergellus albellus, cresteț pestriț (Porzana porzana), Spatula clypeata, rață cârâitoare (Spatula querquedula), chiră de baltă (Sterna hirundo), Sterna paradisaea, fluierar de mlaștină (Tringa glareola).
Pe lângă speciile protejate, pe teritoriul sitului au mai fost identificate 30 de specii de păsări.